# Peter Sutcliffe
Peter William Sutcliffe (født 2. juni 1946, død 13. november 2020), også kendt som Peter William Coonan, var en engelsk seriemorder, der af pressen blev døbt The Yorkshire Ripper (som reference til Jack the Ripper).
Den 22. maj 1981 blev Sutcliffe dømt for mordene på 13 kvinder og overfald på yderligere syv fra 1975 til 1980. Han blev dømt til 20 samtidige livstidsdomme, men dette blev i 2010 ændret til fængsel på livstid. Alle drabene, undtagen to, skete i West Yorkshire. De sidste to skete i Manchester.

## Barndom
Sutcliffe blev født i Bingley, tæt ved Bradford i Yorkshires vestdistrikt. Han var søn af en minearbejder og var efter sigende en enspænder i skolen. Han gik ud af skolen som 15-årig og havde derefter forskellige ufaglærte småjobs. Blandt andet arbejdede han som graver i 1960’erne. Sutcliffe arbejdede på fabrikken Baird’s i pakkeriet imellem november 1971 og april 1973. Han sagde sit job op, da de bad ham om at blive handelsrejsende for firmaet. Kort tid efter han forlod Baird’s, fik han arbejde på natholdet hos the Britannia Works of Anderton International. Han var ansat der i perioden april 1973 til februar 1975. Han fik et lastbilkørekort den 2. juni 1975 og begyndte at arbejde som chauffør den 29. september samme år. Han blev fyret den 5. marts 1976 grundet problemer med at overholde sin arbejdstid. Han forblev arbejdsløs frem til oktober 1976, hvor han fandt et andet arbejde som chauffør for firmaet T & WH Clark (Holdings Ltd) på the Canal Road Industrial Estate imellem Shipley og Bradford.
Han mødte Sonia Szurma første gang på Valentins Dag 1967, og de blev gift den 10. august 1974. Efter en del mislykkede graviditeter fik parret besked om, at Sonia ikke var i stand til at få børn. Kort tid efter startede hun igen på læreruddannelsen. Da hun blev færdiguddannet i 1977 og begyndte at undervise, brugte parret de ekstra penge til at købe deres første hus i Heaton, Bradford, hvor de flyttede ind 26. september 1977.

## Forbrydelser

### Ofre
Sutcliffe blev dømt for at myrde følgende 13 ofre:
| Dato              | Navn på offeret    | Alder på dødstidspunktet | Findested                                                          |
| ----------------- | ------------------ | ------------------------ | ------------------------------------------------------------------ |
| 30. oktober 1975  | Wilma McCann       | 28                       | Prins Phillip Legepladsen, Leeds                                   |
| 20. januar 1976   | Emily Jackson      | 42                       | Manor Street, Leeds                                                |
| 5. februar 1977   | Irene Richardson   | 28                       | Roundhay Park, Leeds                                               |
| 23. april 1977    | Patricia Atkinson  | 32                       | Lejlighed 3, 9 Oak Avenue, Bradford                                |
| 26. juni 1977     | Jayne MacDonald    | 16                       | Byggelegepladsen, Reginald Street, Leeds                           |
| 1. oktober 1977   | Jean Jordan        | 20                       | Jordlod ved siden af Southern Cemetery, Manchester                 |
| 21. januar 1978   | Yvonne Pearson     | 21                       | Under en kasseret sofa, på losseplads, Arthington Street, Bradford |
| 31. januar 1978   | Helen Rytka        | 18                       | Tømmerpladsen i Great Northern Street, Huddersfield                |
| 16. maj 1978      | Vera Millward      | 40                       | På grunden ved Manchester Royal Infirmary                          |
| 4. april 1979     | Josephine Whitaker | 19                       | Savile Park, Halifax                                               |
| 2. september 1979 | Barbara Leach      | 20                       | Bag ved 13 Ashgrove, Bradford                                      |
| 20. august 1980   | Marguerite Walls   | 47                       | I haven ved huset kaldet "Claremont", New Street, Farsley, Leeds   |
| 17. november 1980 | Jacqueline Hill    | 20                       | Lossepladsen på Alma Road, Headingley, Leeds                       |

### 1975
Det første kendte overfald, Sutcliffe begik, var i Keighley om natten den 5. juli 1975. Han overfaldt 36-årige Anna Rogulskyj, som gik alene. Han slog hende bevidstløs med en kuglehammer og skar hendes mave op med en kniv. Han blev forstyrret af en nabo og forlod hende uden at dræbe hende. Rogulskyj overlevede efter en længerevarende hospitalsindlæggelse, og da Rogulskyj ved en senere lejlighed mødte Sutcliffes far, opfordrede hun ham til at røre de to fordybninger, hun efter overfaldet havde fået på bagsiden af sit hoved.
Sutcliffe overfaldt 46-årige Olive i Halifax i august og brugte samme fremgangsmåde som ved Rogulskyj. Igen blev han forstyrret og forlod sit offer slemt såret.
Den 27. august overfaldt han 14-årige Tracy Browne i Silsden. Hun blev slået ned bagfra og slået fem gange i hovedet. Sutcliffe blev aldrig dømt for dette, selvom han tilstod overfaldet i 1992.
Hans næste offer var 28-årige Wilma McCann fra Leeds, Chapeltown. McCann var mor til fire, som blev dræbt den 30. oktober. Sutcliffe slog hende to gange med en hammer, før han dolkede hende 15 gange. Politiet satte en omfattende efterforskning i gang, indsatte 150 politibetjente og foretog 11.000 afhøringer, men fandt stadig ikke frem til Sutcliffe. McCanns datter begik selvmord i december 2007 - efter sigende på grund af den tumult, der har omgivet hendes moders død.

### 1976
Sutcliffe slog til igen i januar 1976. I Leeds blev 42-årige Emily Jackson dolket 51 gange.
Han overfaldt 20-årige Marcella Claxton, en prostitueret, i Roundhay Park, Leeds, den 9. maj. Han slog hende ned med en hammer, stak hende 25 gange og efterlod hende.

### 1977
Sutcliffes næste mord fandt sted den 5. februar 1977. Han overfaldt 28-årige Irene Richardson, som også var prostitueret i Roundhay Park. Han slog hende ihjel med en serie af tunge slag med en hammer, hvorefter han dolkede hendes døde krop. Dækspor fundet tæt på mordscenen resulterede i en lang liste af mulige køretøjer.
To måneder senere, den 23. april 1977, slog han 32-årige Patricia "Tina" Atkinson ihjel i hendes lejlighed. Atkinson var ligesom forrige ofre prostitueret. Denne gang fandt politiet støvleaftryk på sengetøjet.
Efter to måneder begik Sutcliffe endnu et voldeligt mord i Chapeltown. Ofrer var hans hidtil yngste offer, 16-årige Jayne MacDonald. Hun var ikke var prostitueret, og i offentlighedens opfattelse viste hendes død, at alle kvinder var et muligt offer.
Sutcliffe overfaldt i juli 42-årige Maureen Long i Bradford, men blev forstyrret og gik fra hende i den tro, at hun var død. Et vidne identificerede mærket på hans bil, men selvom der var over 300 politibetjente på sagen, fik man intet resultat. Der blev endda indgivet 12500 vidneudsagn og blev tjekket over 1000 biler.
Sutcliffe dræbte en Manchester prostitueret, 20-årige Jean Jordan, den 9. oktober 1977. Der gik 10 dage før hendes lig blev fundet. Det viste sig, at Jordan var blevet flyttet rundt flere gange dagen efter hendes død. Fundet af hendes håndtaske gav værdifulde beviser. Sutcliffe havde givet Jordan en pengeseddel på 5£. Pengesedlen var ny og kunne spores til en afdeling af the Midland Bank i Shipley og Bingley. Politiet kunne på baggrund af grundige undersøgelser af bankers transaktioner indsnævre deres søgeområde til 8.000 lønmodtagere, der kunne have fået pengesedlen som del af deres løn. Politiet afhørte 5000 mænd, deriblandt også Sutcliffe, men de forbandt ham ikke med forbrydelserne. Sutcliffe havde vidst, at pengesedlen kunne afsløre ham, og han var gået tilbage til liget en uge efter drabet. Da han ikke kunne finde håndtasken, havde han prøvet at fjerne Jordans hoved med et stykke glas og en nedstryger, som et forsøg på at maskere Jordans død, så politiet ikke skulle forbinde mordet med The Ripper-overfaldene og på den måde lede politiet på vildspor. Samme aften var Sutcliffe vært for en familiefest i sit nye hjem. Jordans lig blev fundet af Bruce Jones, som senere kom til at spille rollen som Les Battersby-Brown i en TV soap opera, Coronation Street. Da Bruce fandt liget af Jordan, var han ansat på det lokale mejeri, og han ejede jordloddet ved siden af det jordlod, hvor han fandt liget af Jordan. Han fandt liget, mens han var på jagt efter brugte mursten.
Sutcliffe overfaldt endnu en Leeds-prostitueret, 25-årige Marilyn Moore, den 14. december. Hun overlevede og kunne give politiet en beskrivelse af hendes overfaldsmand, og dækspor fundet på gerningsstedet stemte overens med tidligere fund på et andet gerningssted.

### 1978
Politiet stoppede i januar 1978 deres efterforskning efter den person, som havde givet Jordan den omtalte pengeseddel. Sutcliffe var blevet afhørt omkring pengesedlen, men ikke yderligere efterforsket, dog blev Sutcliffe flere gange kontaktet og fundet udenfor mistanke. I samme måned slog Sutcliffe to mennesker ihjel. Han overfaldt og dræbte en Bradford-prostitueret, 21-årige Yvonne Pearson. Denne gang gemte han liget under en kasseret sofa, så liget ikke blev fundet før marts. Han dræbte en Huddersfield-prostitueret, 18-årige Helen Rytka, om natten den 31. januar, og hendes lig blev fundet tre dage senere.
Efter en pause slog Sutcliffe til igen, da han overfaldt og dræbte 40-årige Vera Millward på en parkeringsplads ved Manchester Royal Infirmary den 16. maj.
Der gik næsten et år, før han slog til igen. I mellemtiden døde hans mor den 8. november 1978.

### 1979
Den 4. april 1979 dræbte han 19-årige Josephine Whitaker, der var bankansat i Halifax. Han overfaldt og dræbte hende på Savile Park Moor, da hun var på vej hjem. På trods af de nye tekniske beviser blev politiet vildledt flere måneder i en jagt på en mand med en wearside accent, som var blevet fastslået til at være fra Castletown, et område i Sunderland. Politiet fulgte en fup-båndoptagelse, som gjorde grin med politikommissær George Oldfield, som var lederen af The Yorkshire Ripper-efterforskningen. Den samme fupmager havde sendt to breve til politiet og pralede med sin forbrydelse i 1978, og han havde underskrevet brevene med ”Jack The Ripper” og påstod, at han stod bag mordet på 26-årige Joan Harrison i Preston i november 1975. Den 20. oktober 2005 blev John Humble, en arbejdsløse alkoholiker og beboer i the Ford Estate, tiltalt og fængslet for at have sendt brevene og båndet samt forhindring af efterforskningen. Den 21. marts 2006 fik han en dom på 8 års fængsel, og han vil med stor sandsynlighed blive afhørt i forbindelse med mordet på Joan Harrison.
Sutcliffe dræbte 20-årige Barbara Leach i september 1979. Leach var studerende og blev myrdet nær ved universitet, bag ved hendes kollegium Back Ash Grove. Dette var Sutcliffes 16. overfald, og nok en gang et overfald på en kvinde, som ikke var prostitueret, hvilket skræmte offentligheden og startede en voldsom offentlig kampagne, der uheldigvis satte fokus på Wearside forbindelsen. Selv om politiet fulgte disse falske spor, blev Sutcliffe afhørt igen, mindst to gange i 1979. Selvom man fandt flere kriminaltekniske spor, som passede, og at Sutcliffes navn var på en liste med kun 300 navne i forbindelsen med pengesedlen, var han ikke hovedmistænkt. Totalt blev Sutcliffe afhørt af politiet ni forskellige gange.

### 1980
I april 1980 blev Sutcliffe stoppet og anholdt for spirituskørsel. Mens han ventede på komme for retten, slog han to kvinder ihjel. Den 47-årige Marguerite Walls blev dræbt om natten den 20. august, og den 20-årige studerende Jacqueline Hill blev dræbt om aftenen den 17. november. Sutcliffe overfaldt i denne periode yderligere to kvinder, som begge overlevede: 34-årige Upadhya Bandara den 24. september og 16-årige Theresa Sykes den 5. november.
Efter mordet i november meldte en af Sutcliffes venner ham til politiet den 25. november som mulig mistænkt. Disse oplysninger forsvandt imellem de enorme mængder af rapporter, som politiet allerede havde. Sutcliffes ven gik ud fra, at de have undersøgt Sutcliffe og renset han.

## 1981 anholdelse og retssag
Den 2. januar 1981 blev Sutcliffe stoppet af politiet i indkørslen til Light Trades House, Melbourne Avenue, Broomhill, Sheffield med den 24-årige prostituerede Olivia Reivers i bilen. Han blev arresteret, da han havde sat falske nummerplader på sin bil. Han blev transporteret til Dewsbury politistation i forbindelse med denne lovovertrædelse. I Dewsbury blev han afhørt omkring The Yorkshire Ripper-sagen, fordi han passede på mange af de fysiske kendetegn.
Den næste dag blev der fundet en kniv, en hammer og et reb, som han havde smidt fra sig, da han var blevet arresteret på Melbourne Avenue. Han havde brugt som undskyldning, at han skulle tisse, så han var uden opsyn fra den arresterende betjent. Fundet øgede politiets interesse, og de fremskaffede en ransagelseskendelse, så de kunne undersøge hans hjem på Garden Lane 6 i Heaton, og de bragte hans kone ind til afhøring.
Da Sutcliffe blev bedt om at tage sit tøj af på politistationen, blev det opdaget, at han var iført en sweater med V-hals under sine bukser. Ærmerne var hevet op over hans ben, så V-halsen på sweateren lod hans skridt være udækket. Ligeledes var albuerne forstærket, så disse ville beskytte hans knæ, når han knælede ned over hans ofres lig. De seksuelle undertoner i denne beklædning var iøjnefaldende, dog blev denne oplysning ikke videre givet til offentligheden, før dette blev afsløret i en bog skrevet af Michael Bilton i 2003.
Efter to dages intens afhøring tilstod han pludselig om eftermiddagen den 4. januar 1981, at han var The Yorkshire Ripper. Et par uger senere påstod han, at han havde fået ordre fra Gud om, at han skulle slå kvinder ihjel. Han blev tiltalt den 6. januar 1981 og kom for retten i maj. Grundlaget for hans forsvar var hans påstand om, at han var Guds redskab, og at det var Guds vilje. Sutcliffe påstod, at han havde hørt Guds stemme, da han arbejde som graver, og at han havde fået ordre på at dræbe prostituerede. Han påstod, at stemmen kom fra gravstenen på en polsk kvindes grav og ydermere, at stemmen var Guds.
De eneste tidspunkter, han viste følelser under retssagen, var, da han talte om mordet på Jayne MacDonald, og da de stillede ham spørgsmål omkring mordet på Joan Harrison, hvilket han kraftigt benægtede at have kendskab til.
Ved hans retssag erklærede Sutcliffe sig ikke skyldig i de 13 mordanklager, men derimod skyldig i manddrab på grund af formindsket ansvarlighed i henhold til engelsk lov. Han erklærede sig skyldig i syv mordforsøg. På grundlag af fire psykiateres reporter med diagnosen paranoid skizofreni prøvede rigsadvokaten at acceptere erklæringen fra Sutcliffe, men dommeren Justice Boreham forlangte en usædvanlig detaljeret forklaring af rigsadvokatens bevægegrundlag, og efter to timers fremlæggelse af Attorney-General Sir Michael Havers, og en frokostpause og yderlige 40 minutters diskussion afslog han dette og insisterede på, at sagen skulle for en jury. Retssagen var sat til at starte den 5. maj 1981 (en beskrivelse af retssagen kan læses på The Yorkshire Ripper Web Site).
Sutcliffes retssag varede to uger. På trods af hans advokats, James Chadwin QC, store arbejde blev Sutcliffe fundet skyldig i 13 tilfælde af mord og blev idømt to gange livstidsdomme. Dommeren talte om sin overbevisning om, at Sutcliffe ikke stod til at redde, og at han håbede, at han aldrig ville blive en fri mand igen, og han anbefalede, at der skulle gå minimum 30 år, inden en prøveløsladelse kunne komme på tale.
Efter hans retssag tilstod Sutcliffe yderligere to overfald, men det blev besluttet, at på dette tidspunkt var det ikke i ”den offentlige interesse”, og West Yorkshire Politi havde gjort det klart, at de kvindelige ofre ønskede at være anonyme.

## Fængsel og Broadmoor Hospital
Han begyndte sin afsoning på HMP Parkhurst den 22. maj 1981. Selv om han var blevet fundet normal ved hans retssag (at være bedømt til at være normal i henhold til engelsk lov er ikke det samme som at sige, at man ikke har en mental sygdom), han fik hurtigt diagnosen skizofreni, og forsøg på at sende ham til en sikker psykiatrisk afdeling blev forhindret. Under hans tid på Parkhurst blev han udsat for et voldsomt overfald for første gang. Overfaldet blev udført af James Costello, en 35 år gammel vaneforbryder fra Glasgow, med adskillige domme for vold. Den 10. januar 1983 fulgte han efter Sutcliffe til F2, en hospitals afdeling , i forbindelse med Parkhurts fængsel, hvor han slog en flækket kaffekop to gange ind i venstre side af Sutcliffes ansigt, hvilket resulterede i fire separate sår, der krævede 30 sting. I marts 1984 blev Sutcliffe endelig sendt til Broadmoor Hospital, under sektion 47 i henhold til engelsk (Mental Health Act 1983).
Hans kone Sonia blev separeret fra ham i 1982 og fik den endelig skilsmisse i april 1994. Hun lagde sag mod flere forskellige udgivelser, den mest kendte Private Eye.
Den 23 februar 1996 blev Sutcliffe overfaldet på sit værelse på Henley Ward, Broadmoor Hospital. Paul Wilson, en dømt røver, spurgte om han måtte låne en videokassette før han prøvede at kvæle Sutcliffe med ledningen fra et par hovedtelefoner, to andre dømte mordere, Kenneth Erskine, the Stockwell Strangler, og Jamie Devitt, greb ind efter at have hørt Sutcliffes skrig.
Efter et angreb fra en medindsat, Ian Kay, den 10. marts 1997, med en kuglepen, mistede Sutcliffe synet på venstre øje og højre øje blev alvorligt skadet.
Kay indrømmede mordforsøget og blev idømt et ikke tidssat ophold på et sikret sindssygehospital. Det forlyder, at Sutcliffe skulle have fået en erstatning på næsten 200.000 £ for overfaldet, men West London Mental Health Trust, som driver Broadmoor Hospital, offentliggjorde en udtalelse den 18. januar 2008 for at sætte en stopper for disse rygter, at der ikke er udbetalt nogen erstatning for episoden.